# Schierker Feuerstein Arena

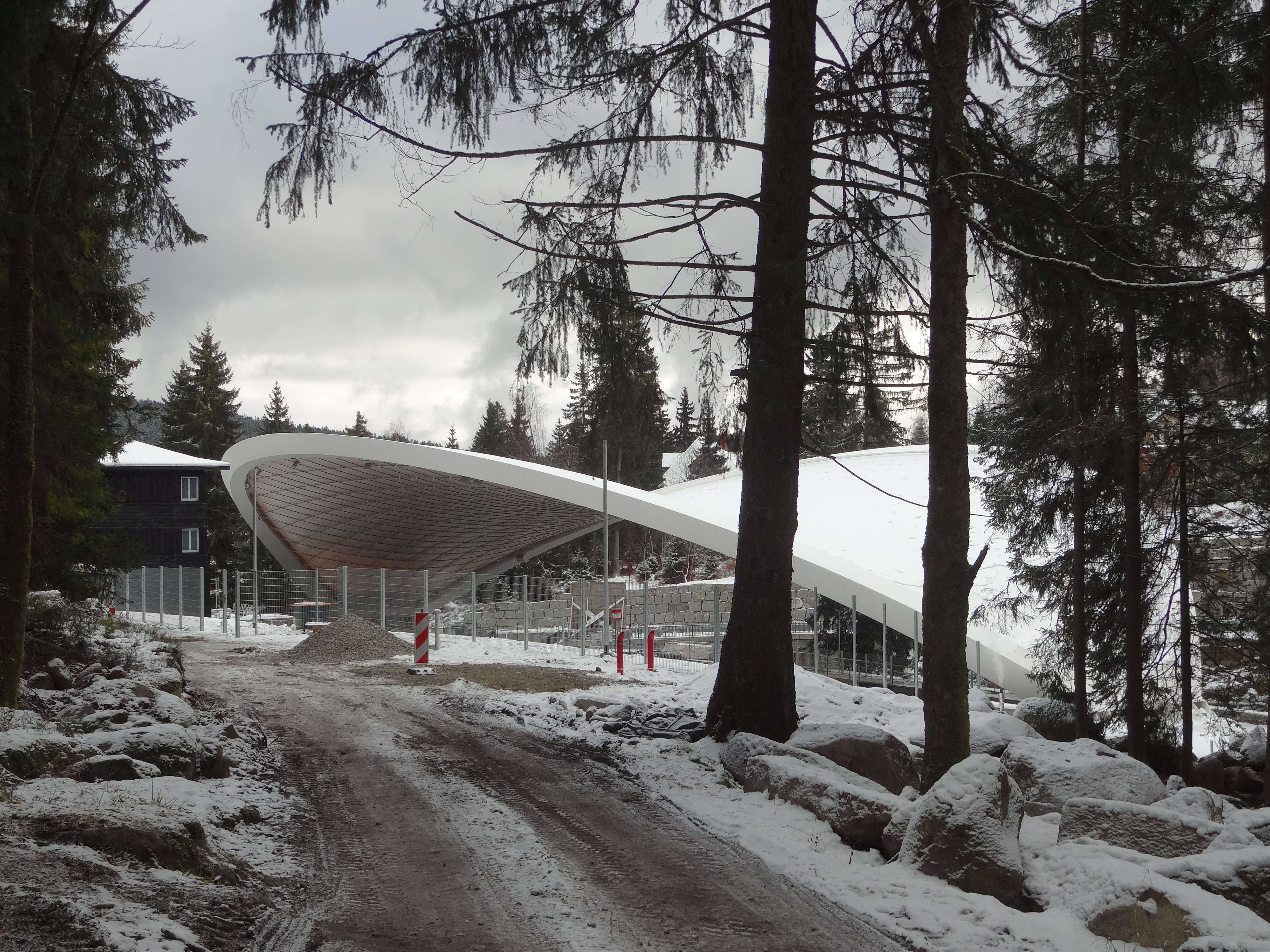
Schierker Feuerstein Arena, vom Kurpark aus gesehen (Dezember 2017)

Die Schierker Feuerstein Arena ist ein überdachtes Eissportstadion im Ortsteil Schierke der Stadt Wernigerode im Hochharz in Sachsen-Anhalt. Namensgeber ist der Kräuterlikör Schierker Feuerstein.

## Lage
Die Schierker Feuerstein Arena liegt im Unterdorf von Schierke am Fuß des Barenberges zwischen dem Kurpark und einer über die Kalte Bode führenden Straßenbrücke. In unmittelbarer Nähe der Arena befindet sich das über einen Fußweg durch den Kurpark erreichbare Parkhaus Am Winterbergtor, das 715 Autos Platz bietet. Von dort ist seit der Eröffnung der Arena ein für Nutzer des Parkhauses kostenfreier Buspendelverkehr eingerichtet worden.

## Geschichte

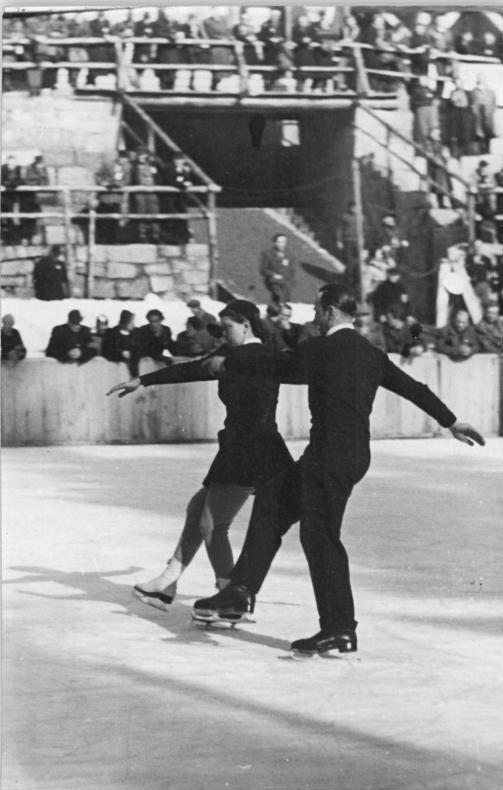
Eiskunstlauf in Schierke, 1950

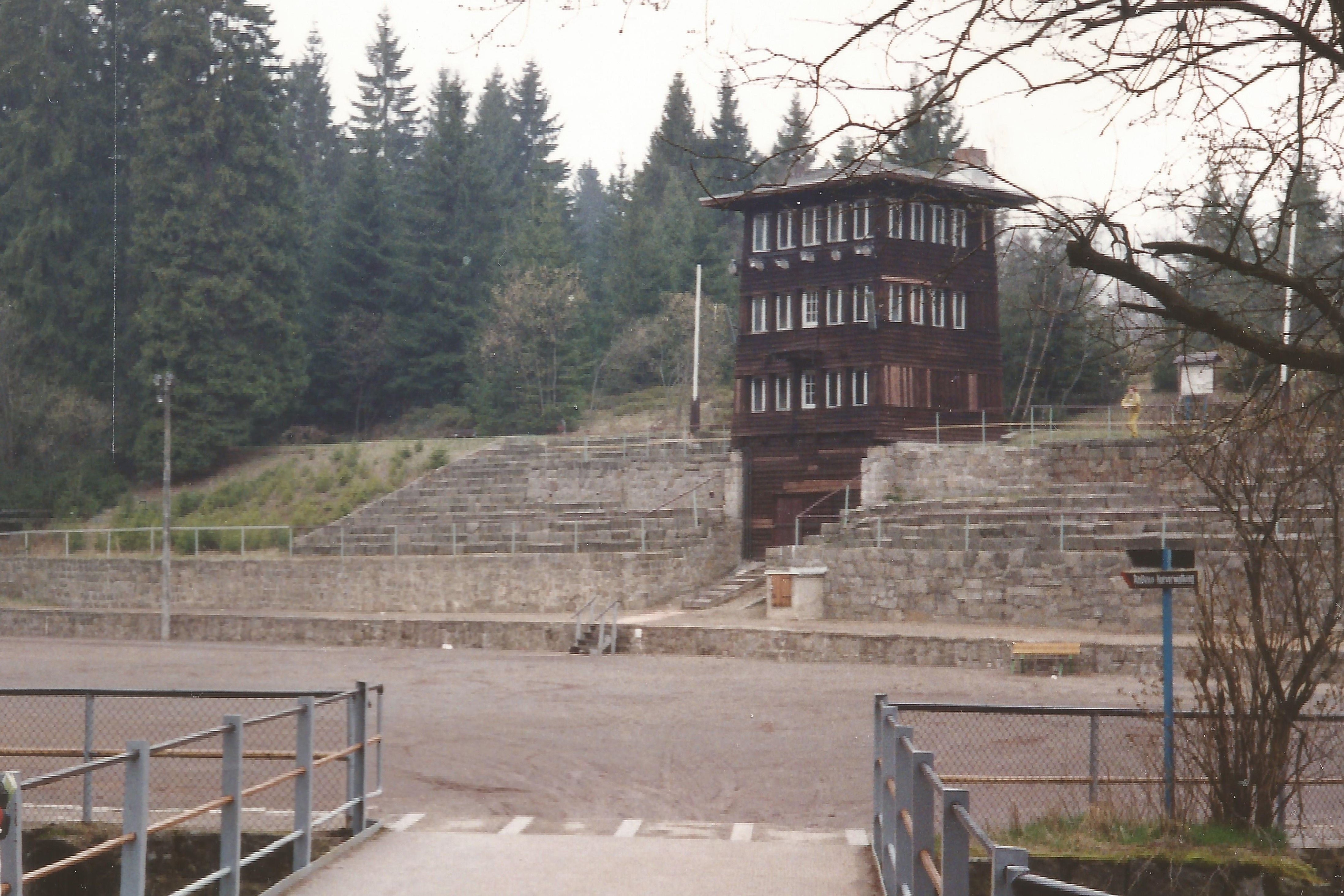
Ansicht des Eisstadions (1990)

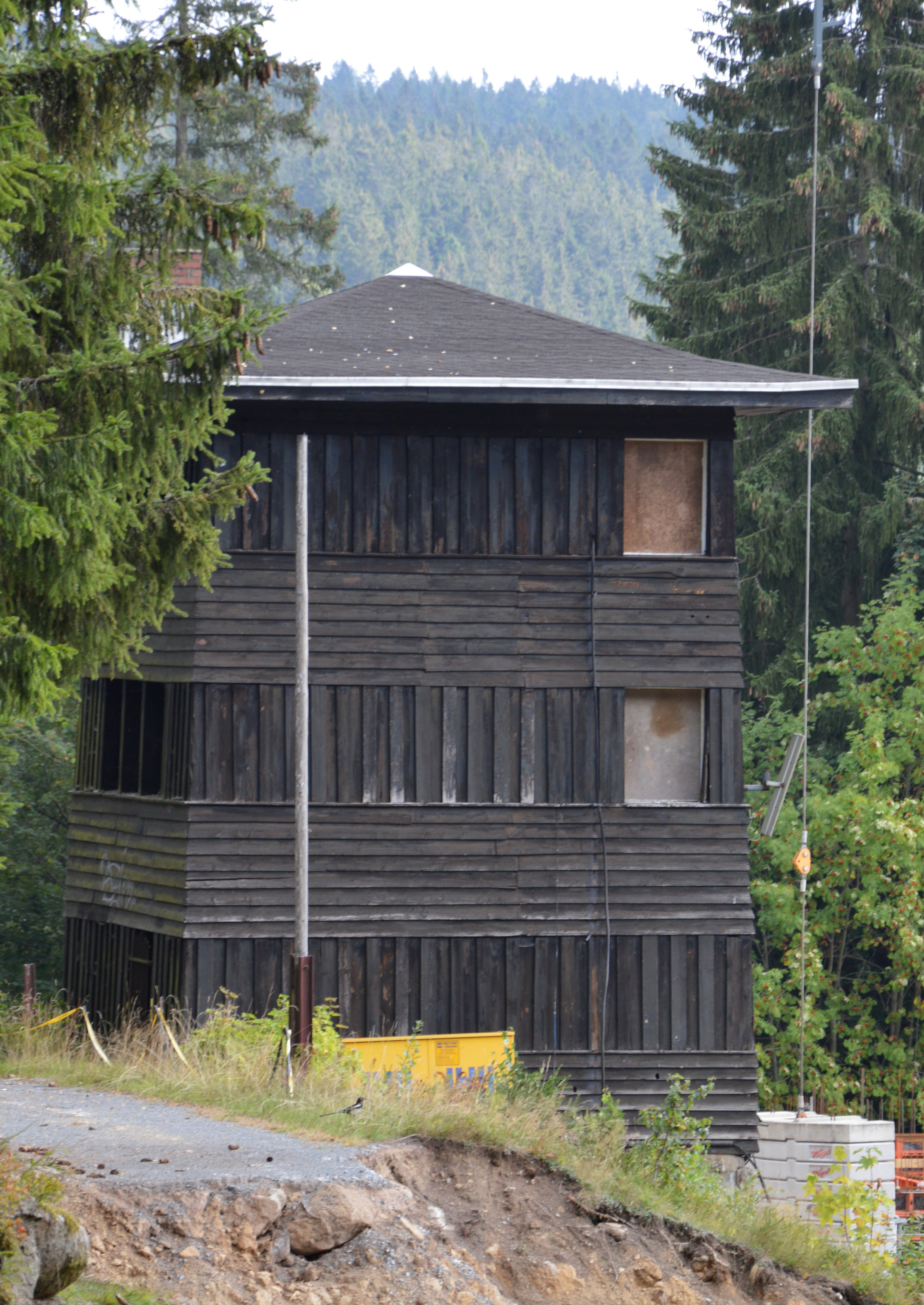
Denkmalgeschützter Wettkampfrichterturm, 2016

An diesem Standort an der Kalten Bode befand sich bereits seit 1911 ein Eissportplatz. Dort wurde über Jahrzehnte Eishockey gespielt. Die Einweihung fand am 5. Februar 1911 mit einem Spiel zweier Eishockey-Mannschaften aus Berlin statt.
Die Schierker Feuerstein Arena ist aus einem Natureisstadion hervorgegangen, das für die 1. DDR-Meisterschaften im Wintersport 1950 errichtet worden und über die Jahre baufällig geworden war. Es war Heimstätte des Eishockeysportvereins Schierke. An zwei Wochentagen fanden bis etwa 2015 Eisdiscos statt.

## Neubau
Die neue Arena sollte ein zentraler Baustein der Orts- und Tourismusentwicklung in Schierke werden. Mit der Modernisierung sollte die Vielfalt von ganzjährig nutzbaren Angeboten für die mehr als 180.000 Übernachtungsgäste in Schierke gestärkt werden. Der denkmalgeschützte hölzerne Wettkampfrichterturm sollte in die neue Anlage integriert werden.
2013 konnten GRAFT Architekten den europaweit ausgeschriebenen Architekturwettbewerb für sich entscheiden. Bauingenieure waren das für seine Seilkonstruktionen international bekannte Stuttgarter Büro Schlaich Bergermann Partner. Das Dach ist wie ein Lindenblatt geschwungen und bis zu 15 Meter hoch. Es besteht aus einem Stahlrahmen als Druckelement und einem dazwischen gespannten Seilnetz als Zugelement in der Form eines hyperbolischen Paraboloids. Darüber ist eine teflonbeschichtete Glasfasermembran gespannt. Teile der Besuchertribünen bleiben ohne Überdachung. Ferner sind zwei Funktionsgebäude mit Räumen für die Schlittschuheausleihe, für Bistro, WC und Umkleiden, sowie für Lager und die Unterbringung der Kältetechnik realisiert worden. Die Kunsteisfläche misst 25 mal 56 Meter. Durch die neue Überdachung und die in den Erdboden eingebaute Kälteplatte ist die Nutzung in den Wintermonaten witterungsunabhängig möglich.
Die Grundsteinlegung fand am 18. Mai 2016 im Beisein von u. a. Sachsen-Anhalts Verkehrsminister Thomas Webel, Finanzminister André Schröder, Wirtschaftsminister Jörg Felgner, Oberbürgermeister Peter Gaffert und Lars Krückeberg als Mitgründer des Architekturbüros statt. Die Eröffnung wurde für den 1. Dezember 2017 geplant und später auf den 15. Dezember 2017 verschoben.

### Kostenentwicklung
2013 wurde der Fördermittelantrag Planung Eisstadion (Schierker Feuerstein Arena) bewilligt. Bund und Land übernahmen anteilmäßig 2/3 des Gesamtinvestitionsvolumens. Daraufhin wurde zu Beginn des Jahres 2013 durch das sachsen-anhaltische Kompetenzzentrum Stadtumbau mit der Stadtverwaltung von Wernigerode ein europaweiter Architekturwettbewerb für die Reaktivierung und Neugestaltung des unter Denkmalschutz stehenden Eisstadions ausgeschrieben. Der im Mai 2013 gebildete zeitweilige Ausschuss Ortsentwicklung Schierke des Stadtrats Wernigerode unter Vorsitz des Oberbürgermeisters Peter Gaffert stellte die Umbaupläne in der ersten Ausschusssitzung vor. Zwei Drittel der Kosten, deren Höhe damals auf ca. 6 Millionen Euro berechnet worden waren, wollte das Land Sachsen-Anhalt übernehmen. Der Stadtrat stimmte im Mai 2014 dem Bauvorhaben mit 21 zu 16 Stimmen zu. Die Kosten wurden zu diesem Zeitpunkt mit 6,4 Millionen Euro berechnet. Hinzu waren weitere Kosten in Höhe von ca. 670.000 Euro für Erschließung, Bau einer neuen Brücke über die Kalte Bode und die Ausstattung der Arena veranschlagt. Auf Initiative der SPD-Fraktion war im Mai 2014 durch den Stadtrat beschlossen worden, dass das Defizit der Anlage 200.000 € im Jahr nicht übersteigen dürfe.
2015 wurde der zweite Teil des Fördermittelantrags Eisstadion (Schierke-Arena) bewilligt. Bund und Land übernahmen erneut jeweils ein Drittel des Gesamtinvestitionsvolumens in Höhe von 5.160.000 €. Der dritte Teil des Fördermittelantrags wurde 2016 eingereicht und das Investitionsvolumen mit 720.000 € berechnet.
Während der Grundsteinlegung am 18. Mai 2016 wurde bekannt gegeben, dass Bund und Land das Bauvorhaben mit rund 5,2 Millionen Euro aus dem Programm Stadtumbau Ost fördern werden. Die Kosten der Projektes wurden nun mit 7,05 Millionen € berechnet.
Am 26. Oktober 2016 wurden weitere Kostensteigerungen bekanntgegeben. Obwohl ein Baugrundgutachten vorlag, sollten die Erdarbeiten im Stadion und für die Tribüne, aufgrund des stellenweise nicht tragbaren Baugrundes und des zu 80 % aus Felsen bestehenden Untergrundes, der Rohbau der geplanten Funktionsgebäude und der Fundamente bzw. Auflieger für das Arena-Dach rund 285.000 € mehr kosten. Die Gesamthöhe der Mehrkosten wurde nach Informationen der Lokalpresse auf rund 1,4 Millionen geschätzt, da einige Lose wie Außentreppe und -beleuchtung bislang noch nicht vergeben worden waren.
Das Land Sachsen-Anhalt beendete am 10. Juli 2017 die Förderung des Baus auf Grund allgemeiner Festlegungen zur Förderung des Ortsteils Schierke im Rahmen des Stadtumbau-Ost-Programms, nachdem die Stadt Wernigerode beim Land Sachsen-Anhalt weitere 1,4 Millionen € für Schierkes Entwicklung beantragt hatte, darunter speziell weitere 420.000 € für die Arena.
Nachdem im August 2017 die Stadträte von Wernigerode einen weiteren Nachtrag von 480.000 € für die Arena genehmigt hatten, wurden in einer Pressemitteilung der Stadtverwaltung am 6. September 2017 weitere Mehrkosten in Höhe von etwa 490.000 € angekündigt. „Die Gesamtkosten liegen dann bei 8,95 Millionen Euro.“
Im November 2024 kritisierte der Landesrechnungshof den Neubau scharf, der für mehr als 9,3 Millionen € errichtet wurde. Die Stadt Wernigerode habe die gesetzlichen Grundlagen der Sparsamkeit und Wirtschaftlichkeit missachtet und ihre eigene Leistungsfähigkeit überschritten [...] Bau und Betrieb der Arena würden erheblich zum Haushaltsdefizit der Kommune beitragen.

### Baumängel und Erneuerung
Etwas mehr als zwei Jahre nach der Einweihung der Halle musste das Dach aufgrund baulicher und planerischer Mängel komplett erneuert werden. Die Dachkonstruktion mit der Kunststoffmembran hielt den Witterungsbedingungen nicht stand und es zeigten sich erste Schwachstellen, die die Tragfähigkeit minderten. Nach der Ansammlung von Wasser auf dem Dach wurde die Erneuerung beschlossen. Dabei sollte die neue Membran über die alte Überdachung gespannt werden, damit die Halle auch während der Arbeiten vor Wind und Wetter geschützt war. Danach wurde das alte Dach darunter Stück für Stück abgebaut.

## Nutzung
Zukünftig wird immer von November bis Ostern die Eislauffläche betrieben. In den Sommermonaten soll neben Klettern, Bouldern und Hüpf- und Springangeboten auch Konzerte sowie andere Kultur- oder Sportveranstaltungen angeboten werden.
Die Nutzung der Arena war mit 32.000 Besuchern in der Wintersaison 2017/18 erfolgreicher als erwartet, allerdings blieb die Sommersaison 2018 mit 9.000 Besuchern hinter den Erwartungen von 12.000 Besuchern zurück.
Im März 2018 war die Schierker Feuerstein Arena Gastgeber für die deutschen Meisterschaften im Pondhockey, einer Urform des Eishockey.